# Malinowyj (obwód kurski)
Malinowyj (ros. Малиновый) – osiedle typu wiejskiego w zachodniej Rosji, w sielsowiecie winnikowskim rejonu kurskiego w obwodzie kurskim.

## Geografia
Miejscowość położona jest 2,5 km od centrum administracyjnego sielsowietu (1-je Winnikowo), 12 km na północny wschód od centrum administracyjnego rejonu (Kursk), 13 km na północny wschód od Kurska, 8 km od drogi federalnej R-298 (Kursk – Woroneż – R22 «Kaspij»; część europejskiej trasy E38).
W osiedlu znajdują się 43 posesje.
Klimat
Miejscowość, jak i cały rejon, znajduje się w strefie klimatu kontynentalnego z łagodnym ciepłym latem i równomiernie rozłożonymi opadami rocznymi (Dfb w klasyfikacji klimatów Köppena).

## Demografia
W 2010 r. osiedle zamieszkiwały 263 osoby.